# Lista siturilor arheologice din județul Călărași - R
Lista siturilor arheologice din județul Călărași - R conține toate siturile arheologice din județul Călărași înscrise în Repertoriul Arheologic Național (RAN) și aflate în localități al căror nume începe cu litera R. RAN este administrat de Ministerul Culturii și Patrimoniului Național și cuprinde date științifice, cartografice, topografice, imagini și planuri, precum și orice alte informații privitoare la zonele cu potențial arheologic, studiate sau nu, încă existente sau dispărute.
Puteți căuta un sit din localitățile care încep cu litera R folosind formularul de mai jos sau puteți naviga prin toate siturile din județ la Lista siturilor arheologice din județul Călărași.
| Cod RAN                                   | Denumire | Localitate                    | Adresă                      | Datare                               | Descoperit | Coordonate                                    | Imagine           | Erori            |
| ----------------------------------------- | --- | ----------------------------- | --------------------------- | ------------------------------------ | ---------- | --------------------------------------------- | ----------------- | ---------------- |
| 104760.01.01 (Cod LMI: CL-I-m-B-14570.01) | Situl arheologic de la Radovanu - "Valea Coadelor" / ansamblu anonim (Categorie: locuire civilă) (Tip: așezare)               | sat Radovanu, comuna Radovanu | Valea Coadelor              | Ciurel/Cândești-Ipotești sec. VI-VII | 1961       | 44°10′03″N 26°30′52″E / 44.1675°N 26.51444°E  | Încărcați imagine | Raportați eroare |
| 104760.01.02 (Cod LMI: CL-I-m-B-14570.02) | Situl arheologic de la Radovanu - "Valea Coadelor" / ansamblu anonim (Categorie: locuire civilă) (Tip: Așezare)               | sat Radovanu, comuna Radovanu | Valea Coadelor              | Dridu sec. VIII - XI                 | 1961       | 44°10′03″N 26°30′52″E / 44.1675°N 26.51444°E  | Încărcați imagine | Raportați eroare |
| 104760.02.01 (Cod LMI: CL-I-s-B-14571)    | Situl arheologic de la Radovanu - "La Muscalu" / ansamblu anonim (Categorie: locuire civilă) (Tip: Așezare)                   | sat Radovanu, comuna Radovanu | La Muscalu                  | Boian - Spanțov                      | 1961       | 44°09′58″N 26°30′47″E / 44.16611°N 26.51306°E | Încărcați imagine | Raportați eroare |
| 104760.02.02 (Cod LMI: CL-I-s-B-14571)    | Situl arheologic de la Radovanu - "La Muscalu" / ansamblu anonim (Categorie: locuire civilă) (Tip: Așezare)                   | sat Radovanu, comuna Radovanu | La Muscalu                  | Gumelnița - A1                       | 1961       | 44°09′58″N 26°30′47″E / 44.16611°N 26.51306°E | Încărcați imagine | Raportați eroare |
| 104760.06.01 (Cod LMI: CL-I-m-B-14573.01) | Situl arheologic de la Radovanu - "Coada Malului" / ansamblu anonim (Categorie: locuire civilă) (Tip: Așezare)                | sat Radovanu, comuna Radovanu | Coada Malului               | geto-dacică                          |            |                                               | Încărcați imagine | Raportați eroare |
| 104760.06.02 (Cod LMI: CL-I-m-B-14573.02) | Situl arheologic de la Radovanu - "Coada Malului" / ansamblu anonim (Categorie: locuire civilă) (Tip: Necropolă)              | sat Radovanu, comuna Radovanu | Coada Malului               | geto-dacică                          |            |                                               | Încărcați imagine | Raportați eroare |
| 104760.05.01 (Cod LMI: CL-I-s-B-14574)    | Așezarea Latene de la Radovanu - "Jidovescu" / ansamblu anonim (Categorie: locuire civilă) (Tip: Așezare fortificată)         | sat Radovanu, comuna Radovanu | Jidovescu                   | geto-dacică sec. II-I a. Chr.        | 1960       |                                               | Încărcați imagine | Raportați eroare |
| 104760.05.02 (Cod LMI: CL-I-s-B-14574)    | Așezarea Latene de la Radovanu - "Jidovescu" / ansamblu anonim (Categorie: locuire civilă) (Tip: tezaur monetar)              | sat Radovanu, comuna Radovanu | Jidovescu                   | greacă sec. II - I a. Chr.           | 1960       |                                               | Încărcați imagine | Raportați eroare |
| 104760.03.02 (Cod LMI: CL-I-s-B-14572)    | Situl arheologic de la Radovanu - "Gorgana I" / ansamblu anonim (Categorie: locuire civilă) (Tip: Așezare)                    | sat Radovanu, comuna Radovanu | Gorgana I                   | Coslogeni                            |            | 44°10′46″N 26°31′34″E / 44.17945°N 26.52611°E | Încărcați imagine | Raportați eroare |
| 104760.03.01 (Cod LMI: CL-I-s-B-14572)    | Situl arheologic de la Radovanu - "Gorgana I" / ansamblu anonim (Categorie: locuire civilă) (Tip: Așezare)                    | sat Radovanu, comuna Radovanu | Gorgana I                   | geto-dacică sec.II-I a.Chr.          |            | 44°10′46″N 26°31′34″E / 44.17945°N 26.52611°E | Încărcați imagine | Raportați eroare |
| 104760.03.03 (Cod LMI: CL-I-s-B-14572)    | Situl arheologic de la Radovanu - "Gorgana I" / ansamblu anonim (Categorie: locuire civilă) (Tip: așezare)                    | sat Radovanu, comuna Radovanu | Gorgana I                   | Gumelnița                            |            | 44°10′46″N 26°31′34″E / 44.17945°N 26.52611°E | Încărcați imagine | Raportați eroare |
| 104760.03.04 (Cod LMI: CL-I-s-B-14572)    | Situl arheologic de la Radovanu - "Gorgana I" / ansamblu anonim (Categorie: locuire civilă) (Tip: val de apărare)             | sat Radovanu, comuna Radovanu | Gorgana I                   |                                      |            | 44°10′46″N 26°31′34″E / 44.17945°N 26.52611°E | Încărcați imagine | Raportați eroare |
| 104760.03.05 (Cod LMI: CL-I-s-B-14572)    | Situl arheologic de la Radovanu - "Gorgana I" / ansamblu anonim (Categorie: locuire civilă) (Tip: Mormânt)                    | sat Radovanu, comuna Radovanu | Gorgana I                   | Cernavodă - I                        |            | 44°10′46″N 26°31′34″E / 44.17945°N 26.52611°E | Încărcați imagine | Raportați eroare |
| 104760.07.02 (Cod LMI: CL-I-s-B-14572)    | Situl arheologic de la Radovanu - "Gorgana a II-a" / ansamblu anonim (Categorie: locuire civilă) (Tip: Așezare)               | sat Radovanu, comuna Radovanu | Gorgana a II-a              | geto-dacică sec. II-I a . Chr        | 1924       | 44°11′20″N 26°31′14″E / 44.18889°N 26.52056°E | Încărcați imagine | Raportați eroare |
| 104760.07.01 (Cod LMI: CL-I-s-B-14572)    | Situl arheologic de la Radovanu - "Gorgana a II-a" / ansamblu anonim (Categorie: locuire civilă) (Tip: Așezare)               | sat Radovanu, comuna Radovanu | Gorgana a II-a              | Radovanu                             | 1924       | 44°11′20″N 26°31′14″E / 44.18889°N 26.52056°E | Încărcați imagine | Raportați eroare |
| 93913.01                                  | Așezarea medievală de la Răzvani - "Valea Seacă" (Categorie: locuire civilă) (Tip: așezare)                                   | sat Răzvani, oraș Lehliu Gară | Valea Seacă                 |                                      |            | 44°24′40″N 26°54′01″E / 44.41111°N 26.90028°E | Încărcați imagine | Raportați eroare |
| 93977.01.01                               | Așezarea de epoca bronzului de la Radu Vodă / ansamblu anonim (Categorie: așezare) (Tip: Așezare)                             | sat Radu Vodă, comuna Lupșanu |                             |                                      |            | 44°23′36″N 26°55′11″E / 44.39333°N 26.91972°E | Încărcați imagine | Raportați eroare |
| 93977.01.02                               | Așezarea de epoca bronzului de la Radu Vodă / ansamblu anonim (Categorie: așezare) (Tip: Așezare)                             | sat Radu Vodă, comuna Lupșanu |                             | Dridu sec. IX-X                      |            | 44°23′36″N 26°55′11″E / 44.39333°N 26.91972°E | Încărcați imagine | Raportați eroare |
| 93977.02.01                               | Așezare de epoca bronzului și medieval timpurie de la Radu Vodă / ansamblu anonim (Categorie: așezare) (Tip: Așezare)         | sat Radu Vodă, comuna Lupșanu |                             | Coslogeni                            | 1970       | 44°20′03″N 26°54′17″E / 44.33403°N 26.9048°E  | Încărcați imagine | Raportați eroare |
| 93977.02.02                               | Așezare de epoca bronzului și medieval timpurie de la Radu Vodă / ansamblu anonim (Categorie: așezare) (Tip: Așezare)         | sat Radu Vodă, comuna Lupșanu |                             | Dridu sec. IX-X                      | 1970       | 44°20′03″N 26°54′17″E / 44.33403°N 26.9048°E  | Încărcați imagine | Raportați eroare |
| 93977.03.01                               | Tumul de epoca bronzului din apropierea satului Radu Vodă / ansamblu anonim (Categorie: descoperire funerară) (Tip: Așezare)  | sat Radu Vodă, comuna Lupșanu | Movila Pietrii              | Yamnaia                              |            | 44°21′25″N 26°56′07″E / 44.35689°N 26.93525°E | Încărcați imagine | Raportați eroare |
| 93977.04.01                               | Tumulul de la Radu Vodă / ansamblu anonim (Categorie: descoperire funerară) (Tip: Tumul)                                      | sat Radu Vodă, comuna Lupșanu | Movila                      | Yamnaia 3200-2800 a.Chr              |            | 44°21′15″N 26°56′02″E / 44.35417°N 26.93381°E | Încărcați imagine | Raportați eroare |
| 104760.04.01                              | Așezare Dudești de la Radovanu - Baliză / ansamblu anonim (Categorie: locuire)                                                | sat Radovanu, comuna Radovanu | Baliză                      |                                      |            | 44°11′25″N 26°30′13″E / 44.19028°N 26.50361°E | Încărcați imagine | Raportați eroare |
| 104760.08.01                              | Situl arheologic de la Radovanu - balta Giroaia / ansamblu anonim (Categorie: locuire civilă) (Tip: așezare)                  | sat Radovanu, comuna Radovanu | Giroaia                     | Tei                                  | 2008       | 44°11′33″N 26°28′30″E / 44.1925°N 26.475°E    | Încărcați imagine | Raportați eroare |
| 104760.08.02                              | Situl arheologic de la Radovanu - balta Giroaia / ansamblu anonim (Categorie: locuire civilă) (Tip: așezare)                  | sat Radovanu, comuna Radovanu | Giroaia                     | Radovanu                             | 2008       | 44°11′33″N 26°28′30″E / 44.1925°N 26.475°E    | Încărcați imagine | Raportați eroare |
| 104760.08.03                              | Situl arheologic de la Radovanu - balta Giroaia / ansamblu anonim (Categorie: locuire civilă) (Tip: așezare)                  | sat Radovanu, comuna Radovanu | Giroaia                     | getică sec. II - I a. Chr.           | 2008       | 44°11′33″N 26°28′30″E / 44.1925°N 26.475°E    | Încărcați imagine | Raportați eroare |
| 104760.08.04                              | Situl arheologic de la Radovanu - balta Giroaia / ansamblu anonim (Categorie: locuire civilă) (Tip: Locuire)                  | sat Radovanu, comuna Radovanu | Giroaia                     |                                      | 2008       | 44°11′33″N 26°28′30″E / 44.1925°N 26.475°E    | Încărcați imagine | Raportați eroare |
| 104760.09.01                              | Necropolă eneolitică de la Radovanu-Moscalu / ansamblu anonim (Categorie: descoperire funerară) (Tip: necropola)              | sat Radovanu, comuna Radovanu | Moscalu                     | Boian - Spanțov                      |            | 44°09′57″N 26°30′45″E / 44.16583°N 26.5125°E  | Încărcați imagine | Raportați eroare |
| 104760.09.02                              | Necropolă eneolitică de la Radovanu-Moscalu / ansamblu anonim (Categorie: descoperire funerară) (Tip: necropola)              | sat Radovanu, comuna Radovanu | Moscalu                     | Gumelnița - A1                       |            | 44°09′57″N 26°30′45″E / 44.16583°N 26.5125°E  | Încărcați imagine | Raportați eroare |
| 104760.10.01                              | Tumulul de la Radovanu-Giroaia / ansamblu anonim (Categorie: descoperire funerară) (Tip: movila)                              | sat Radovanu, comuna Radovanu | Balta Giroaia               | Yamnaia                              | 2008       | 44°11′33″N 26°28′35″E / 44.1925°N 26.47639°E  | Încărcați imagine | Raportați eroare |
| 104760.11.01                              | Situl arheologic I de la Radovanu-vis-a-vis de Gorgana a II-a / ansamblu anonim (Categorie: locuire) (Tip: așezare)           | sat Radovanu, comuna Radovanu | Vis-a-vis de Gorgana a II-a | Radovanu                             |            | 44°10′57″N 26°31′19″E / 44.1825°N 26.52194°E  | Încărcați imagine | Raportați eroare |
| 104760.11.02                              | Situl arheologic I de la Radovanu-vis-a-vis de Gorgana a II-a / ansamblu anonim (Categorie: locuire) (Tip: așezare)           | sat Radovanu, comuna Radovanu | Vis-a-vis de Gorgana a II-a | getică                               |            | 44°10′57″N 26°31′19″E / 44.1825°N 26.52194°E  | Încărcați imagine | Raportați eroare |
| 104760.12.01                              | Situl arheologic II de la Radovanu-vis-a-vis de Gorgana a II-a / ansamblu anonim (Categorie: locuire) (Tip: așezare deschisă) | sat Radovanu, comuna Radovanu | Vis-a-vis de Gorgana a II-a | Tei                                  |            | 44°10′47″N 26°31′21″E / 44.17972°N 26.5225°E  | Încărcați imagine | Raportați eroare |
| 104760.12.02                              | Situl arheologic II de la Radovanu-vis-a-vis de Gorgana a II-a / ansamblu anonim (Categorie: locuire) (Tip: așezare deschisă) | sat Radovanu, comuna Radovanu | Vis-a-vis de Gorgana a II-a | Radovanu                             |            | 44°10′47″N 26°31′21″E / 44.17972°N 26.5225°E  | Încărcați imagine | Raportați eroare |
| 104760.12.03                              | Situl arheologic II de la Radovanu-vis-a-vis de Gorgana a II-a / ansamblu anonim (Categorie: locuire) (Tip: așezare deschisă) | sat Radovanu, comuna Radovanu | Vis-a-vis de Gorgana a II-a | getică                               |            | 44°10′47″N 26°31′21″E / 44.17972°N 26.5225°E  | Încărcați imagine | Raportați eroare |
| 104760.13.01                              | Așezare civilă Latene de la Radovanu - Gorgana I / ansamblu anonim (Categorie: locuire) (Tip: așezare)                        | sat Radovanu, comuna Radovanu |                             | getică                               |            | 44°10′45″N 26°31′30″E / 44.17916°N 26.525°E   | Încărcați imagine | Raportați eroare |
| 93708.01.01                               | Așezarea Coslogeni de la Rasa / ansamblu anonim (Categorie: locuire) (Tip: așezare)                                           | sat Rasa, comuna Grădiștea    |                             | Coslogeni sf. Mil. II î.Hr.          |            | 44°13′07″N 27°07′47″E / 44.21867°N 27.12978°E | Încărcați imagine | Raportați eroare |
| 94321.02.01                               | Așezarea Coslogeni de la Roseți / ansamblu anonim (Categorie: locuire) (Tip: așezare)                                         | sat Roseți, comuna Roseți     |                             | Coslogeni sf. Mil. II î.Hr.          |            | 44°12′52″N 27°27′55″E / 44.21434°N 27.46526°E | Încărcați imagine | Raportați eroare |
| 94321.01.01                               | Situl arheologic de la Roseți - "Grădiștea Coslogeni" (Roseți) / ansamblu anonim (Categorie: locuire civilă) (Tip: Așezare)   | sat Roseți, comuna Roseți     | Grădiștea Coslogeni         | Boian - Bolintineanu                 | 1951       |                                               | Încărcați imagine | Raportați eroare |
| 94321.01.02                               | Situl arheologic de la Roseți - "Grădiștea Coslogeni" (Roseți) / ansamblu anonim (Categorie: locuire civilă) (Tip: Tumul)     | sat Roseți, comuna Roseți     | Grădiștea Coslogeni         | Yamnaia                              | 1951       |                                               | Încărcați imagine | Raportați eroare |
| 94321.01.03                               | Situl arheologic de la Roseți - "Grădiștea Coslogeni" (Roseți) / ansamblu anonim (Categorie: locuire civilă) (Tip: Așezare)   | sat Roseți, comuna Roseți     | Grădiștea Coslogeni         | Coslogeni                            | 1951       |                                               | Încărcați imagine | Raportați eroare |